# Schloss Neuburg am Inn

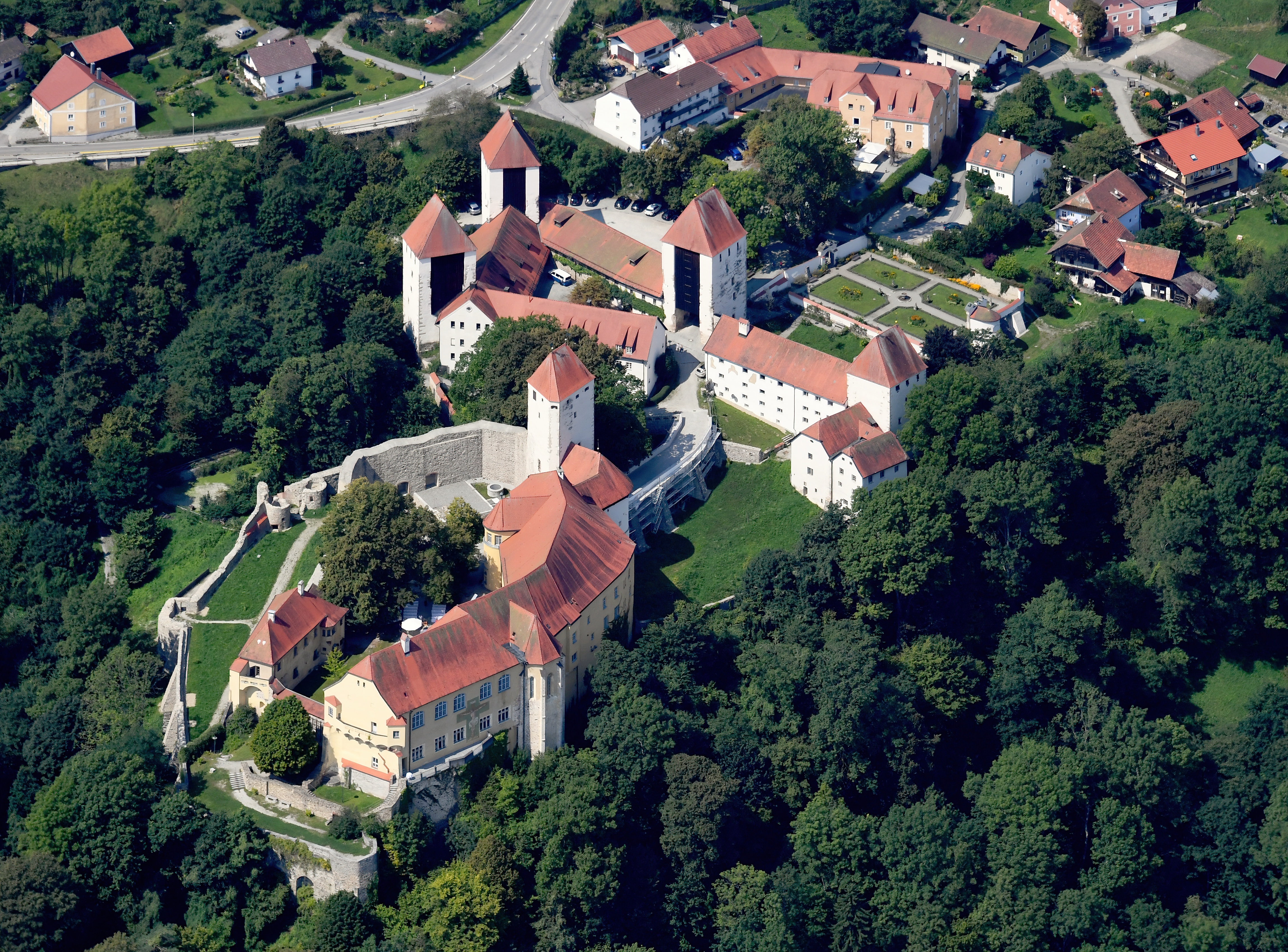
Luftbild des Schlosses Neuburg am Inn

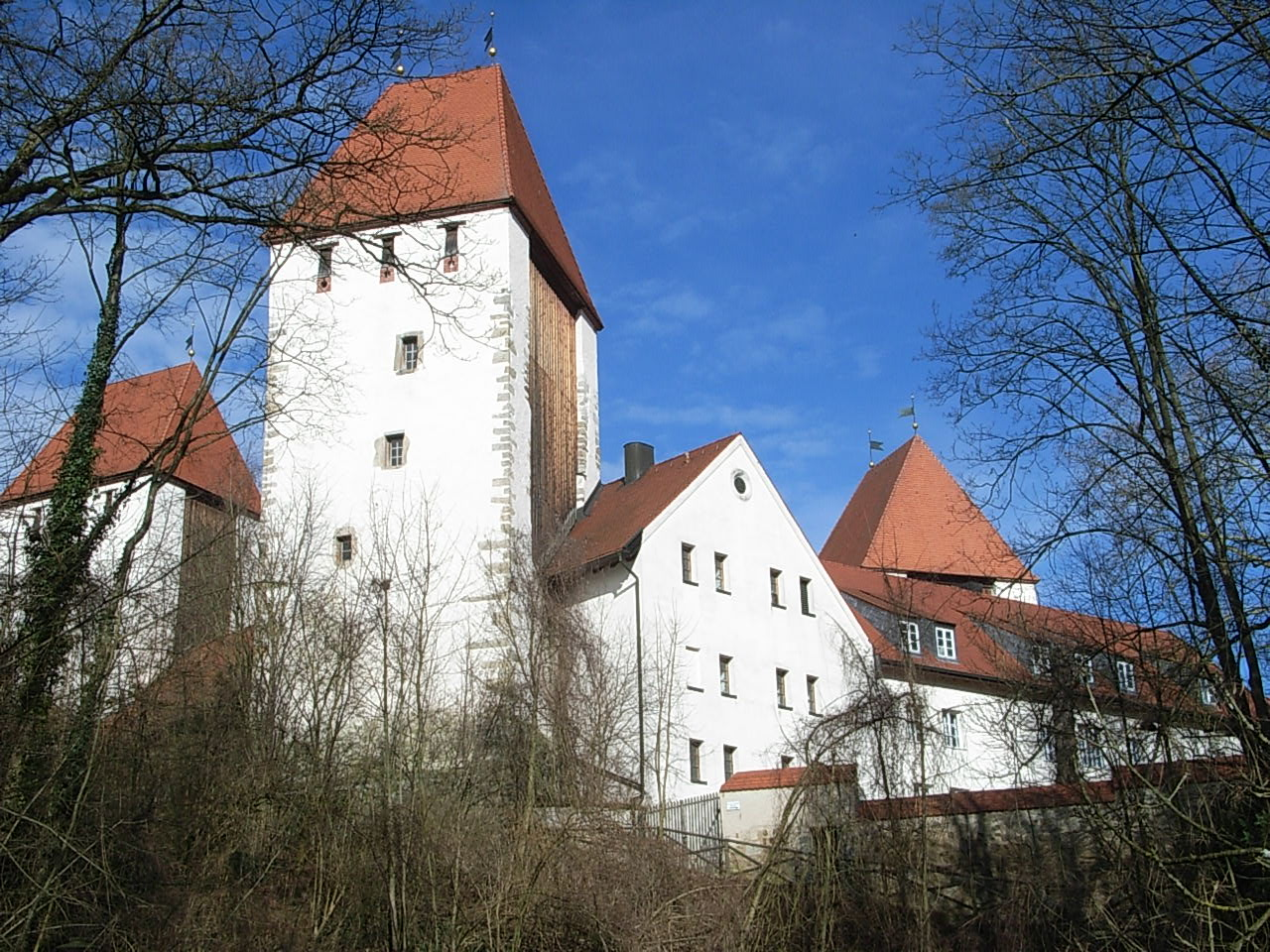
Blick auf die Vorburg

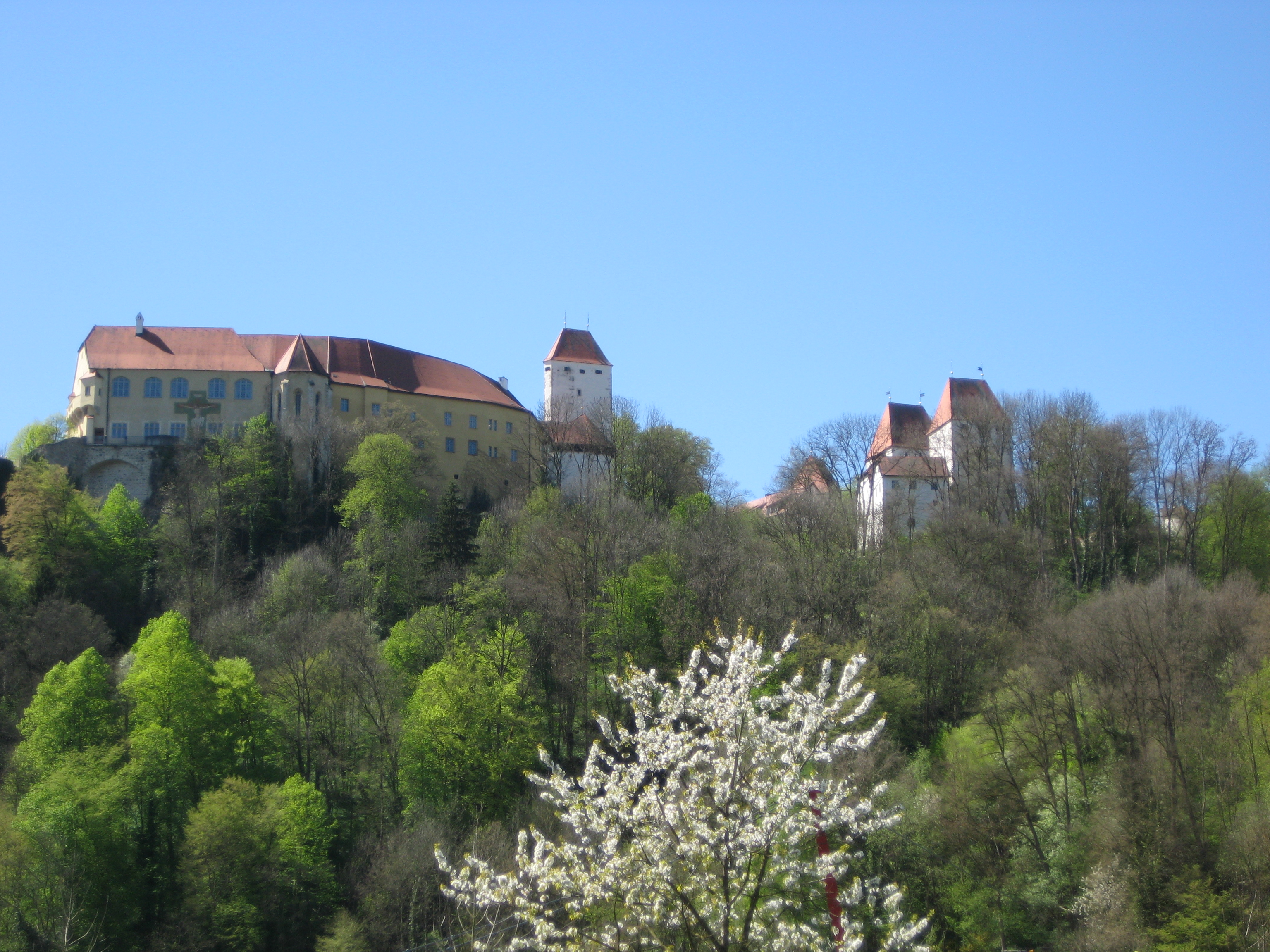
Schloss Neuburg am Inn von Wernstein aus; rechts die Vorburg, links die Hauptburg

Das Schloss Neuburg am Inn steht in Neuburg am Inn bei Passau in Niederbayern. Die Höhenburg thront gegenüber der Burg Wernstein hoch über dem Inntal an der Grenze zu Österreich. Sie war einst Sitz der reichsunmittelbaren Grafschaft Neuburg und steht heute unter Denkmalschutz.

## Geschichte
Das Schloss wurde 1050 von den Grafen von Formbach einige Kilometer innabwärts ihrer namensgebenden Stammburg erbaut. Sie benannten sich seither nach Neuburg. Nach deren Aussterben kam die Burg 1158 an die Grafen von Andechs, ehe sie 1248 in den Besitz Bayerns überging. Fortan stritten die Herzogtümer Bayern und Österreich um die strategisch günstig gelegene Festung. Dabei kam es ständig zu Besitzerwechseln. 1310 wurde die Burg im bayerisch-österreichischen Konflikt zerstört. Der heutige Baubestand stammt zum großen Teil vom anschließenden Wiederaufbau der siegreichen Österreicher.

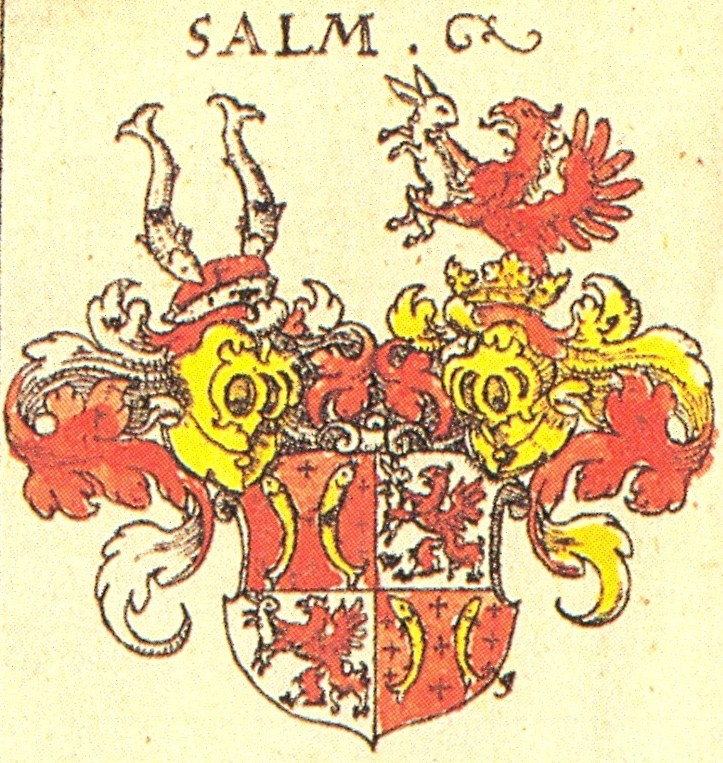
Wappen der Grafen von Salm-Neuburg (geviert von Salm und Neuburg) im Siebmacher 1605

Seither gehörte die Neuburg den Habsburgern, die sie verpfändeten, bis 1463 Hanns von Rohrbach die Burg erwarb und den Ausbau begann, den sein Nachfolger Sigmund von Niederthor fortsetzte. Aufgrund seiner Verdienste um die erfolgreiche Abwehr der ersten Wiener Türkenbelagerung wurden Schloss und Grafschaft Neuburg 1529 dem kaiserlichen Feldherrn Niklas Graf Salm (1459–1530) als Reichslehen verliehen und dieser wurde so zum regierenden Grafen Nikolaus I. von Salm-Neuburg. Er starb jedoch bereits ein Jahr später. Nachfolger wurde sein Sohn Nikolaus II. (1503–1550), der die Burg durch den Passauer Baumeister Wolf Huber im Renaissancestil umgestalten und eine weitläufige Gartenanlage angelegen ließ. Bei den Umbauarbeiten blieben nur der Bergfried, die Wehranlagen der Vorburg und die Schlosskirche unberührt. Die Grafen von Salm-Neuburg hielten Schloss und Grafschaft Neuburg bis 1654 in ihren Besitz.

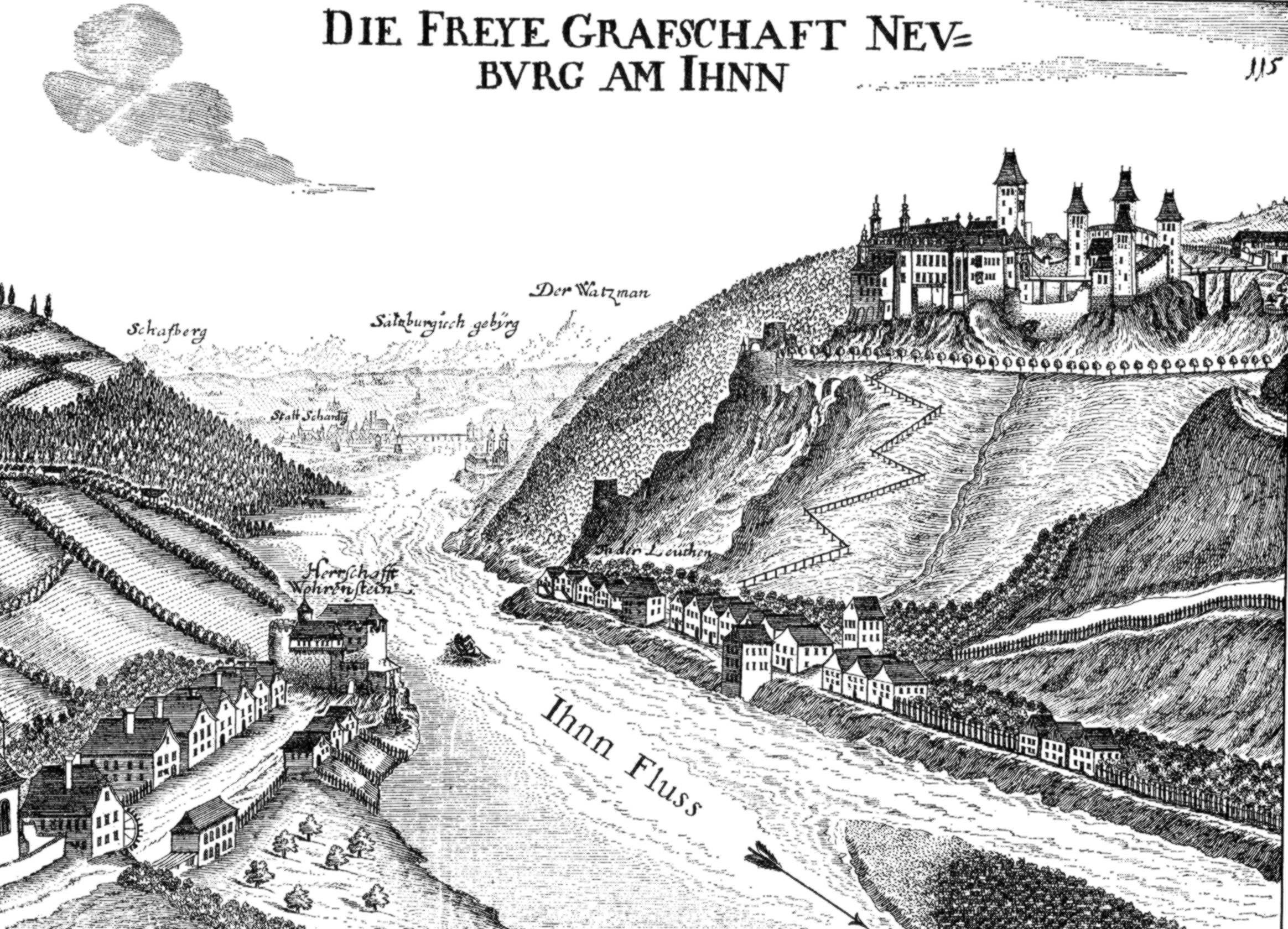
Die Grafschaft Neuburg am Inn 1674; Stich von Georg Matthäus Vischer

1654 wurde das Schloss Neuburg vom neuen Besitzer Graf Georg Ludwig von Sinzendorf im Barockstil umgestaltet. Die Gartenanlagen wurden ebenso erweitert, bis hinab an den Inn. 1680 wurde die Burg von der kaiserlichen Hofkammer in Wien eingezogen, nachdem Georg Ludwig von Sinzendorf des Hochverrats und anderen Vergehen angeklagt wurde. 1698 wurde die Burg samt Grafschaft an den schottischen Adeligen Jakob von Hamilton vorerst auf 10 Jahre verpfändet, 1701 erhielt er sie endgültig. Sein Sohn verkaufte Neuburg 1719 an die Grafen von Lamberg-Sprinzenstein. Von diesen kam die Burg und die Reichsherrschaft 1730 durch Kardinal Joseph Dominikus von Lamberg an das Hochstift Passau, bei welchem es bis zu dessen Säkularisation 1803 verblieb. Drei Jahre später veräußerte Bayern die Burg. Danach gehörte sie wechselnden privaten Besitzern und Vereinen. 1810 wurde sie durch Brand schwer beschädigt. Der Wiederaufbau der Neuburg wurde 1908 durch den Bayerischen Verein für Heimatschutz und den Passauer Kunstverein durchgeführt.
Von 1973 an war die Burg Sitz der „Europäischen Akademie Neuburg“. Ab 1982 stand die Burg leer und der Regierungsbezirk Niederbayern begann mit Sanierungsmaßnahmen. 1986–1988 richtete der Landkreis Passau in der Vorburg im Ökonomiehof den Landkreissaal ein. 1989 baute der Verein Begegnungszentrum der Wissenschaft auf Schloss Neuburg a. Inn die alte Mälzerei als Unterkunftsgebäude um. 1996 wurde ein 4-Sterne Schlosshotel, ein Gourmetrestaurant und ein Biergarten eingerichtet. Seit 1998 gehört die Burganlage dem Landkreis Passau, nach umfangreichen Renovierungsarbeiten dient die Burg mit nun 15 Tagungs- und Veranstaltungsräumen heute u. a. als internationales Begegnungszentrum für die Universität Passau, als Tagungsstätte für den Kreistag Passau und als Galerie für Künstler aus dem Landkreis. In der Hauptburg ist das gesamte Institut für Markt- und Wirtschaftsforschung der Universität Passau beheimatet.

## Baubeschreibung

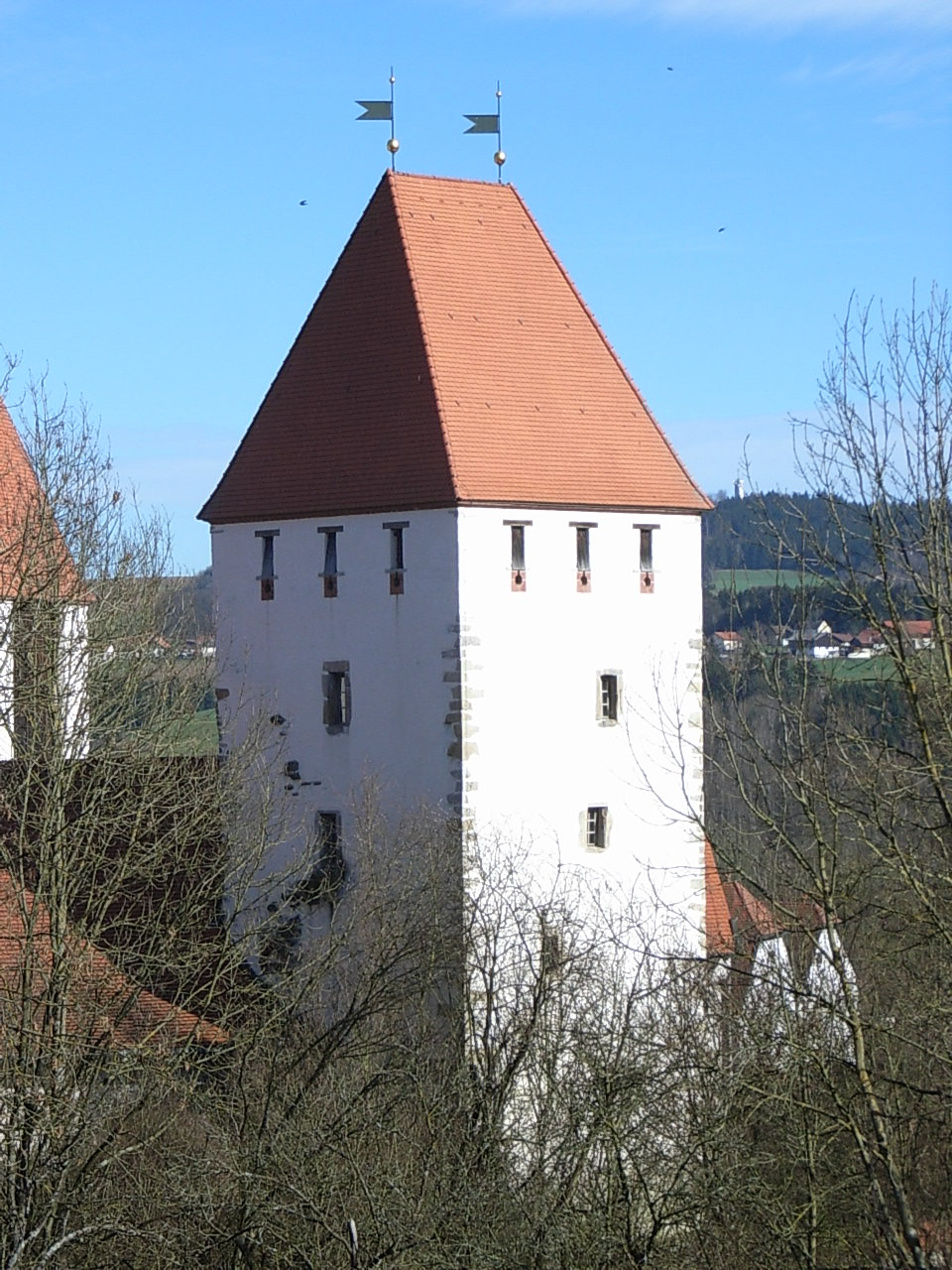
Ein Turm der Vorburg

Das Schloss gliedert sich in die Vorburg, die Hauptburg mit Sälen und Söller und die Hoftaferne.
Der Weg zur Vorburg führt von Norden durch den Blumengarten mit Grotte. Die Burg ist von einer Ringmauer umgeben, die mit drei Ecktürmen und einem Torturm bewehrt ist. Ihre ursprüngliche Höhe reduzierte man später und beließ nur den nordöstlichen Turm aus der Zeit um 1400. 1985 bis 1988 wurden die anderen Türme wieder aufgebaut. Im Innenhof befinden sich Wirtschaftsgebäude von 1599, die 1738 erhöht wurden.
Über eine Brücke aus dem Jahr 1707 gelangt man in die Hauptburg. Der Torbau entstand laut Inschrift 1484. Darüber erhebt sich der Bergfried. Die gotische Burgkapelle stammt aus dem 14. Jahrhundert. Das Renaissanceportal, das der Eingang zu den sogenannten Schönen Sälen ist, zeigt den ältesten Renaissance-Dekor nördlich der Alpen. Im Salettl sind Fresken von Fritz Seitz von 1537 erhalten. Weitere Säle sind der große Rittersaal, der Weiße Marmor-Saal und der Rote Marmor-Saal.
Im Barockgarten aus der zweiten Hälfte des 17. Jahrhunderts befinden sich mehrere Callot-Figuren, sogenannte Salzburger Zwerge. Der Garten-Pavillon mit Muschel-Grotte von 1664 ist das Werk von Batista Carlone und Giovanni Sforzza. Um die Burganlage herum gibt es einen Rundweg durch den Wald.

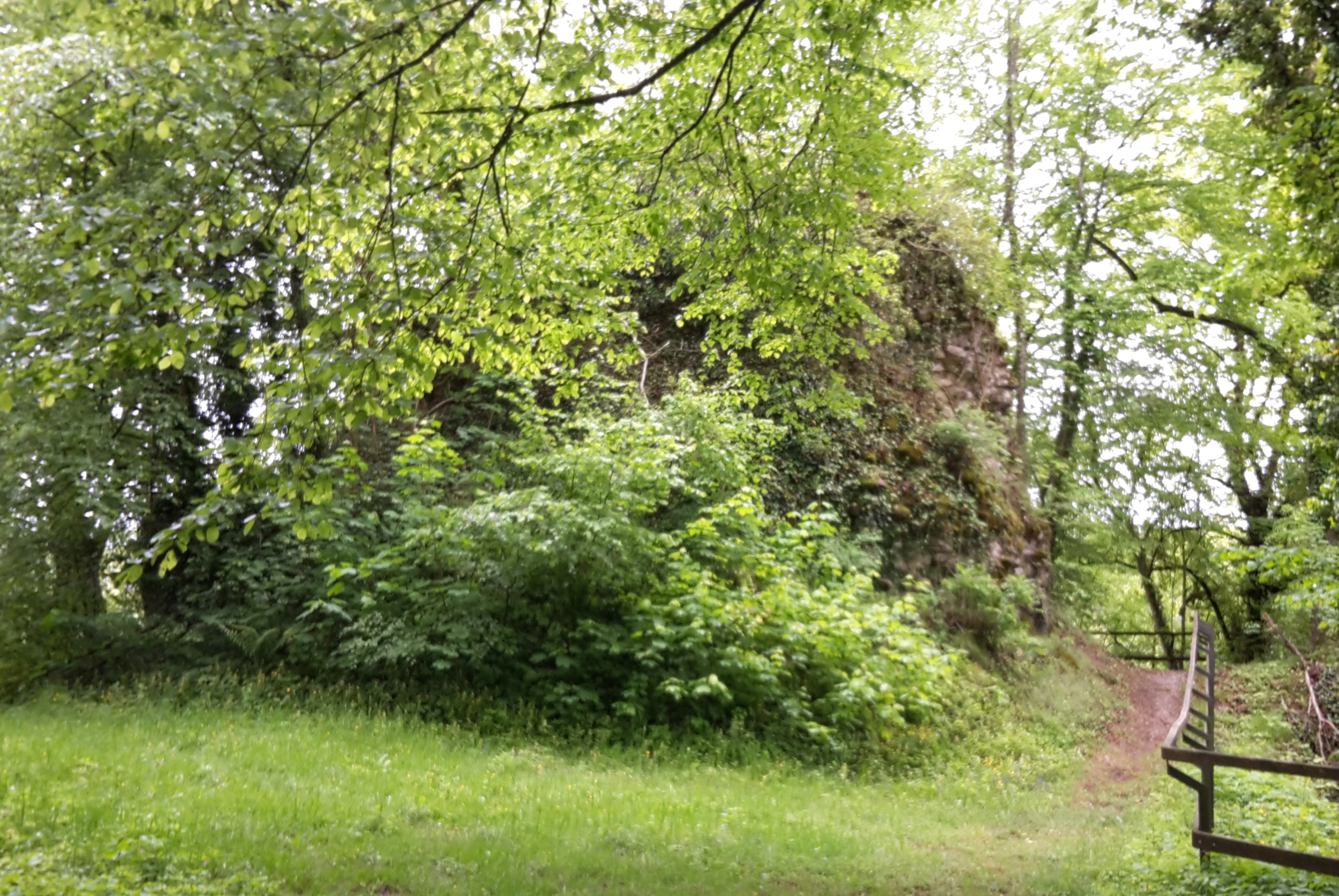
Burgruine Frauenhaus

Südlich des Schlosses befindet sich das sogenannte Frauenhaus, die Ruine einer ringförmigen Anlage aus dem 14. Jahrhundert. Auf einer Anhöhe über dem gegenüberliegenden Innufer befand sich als Vorposten des Schlosses Neuburg der Burgstall Wimberg.

## Denkmalschutz
Die Anlage wird als denkmalgeschütztes Baudenkmal unter der Aktennummer D-2-75-133-1 geführt. Ebenso wird sie als Bodendenkmal im Bayernatlas unter der Aktennummer D-2-7446-0110 und der Beschreibung „untertägige Befunde im Bereich der mittelalterlichen und frühneuzeitlichen Burg Neuburg a. Inn mit der vorgelagerten mittelalterlichen Kleinburg "Frauenhaus".“ genannt.